# Casa de Nabókov
La Casa de Nabókov es un museo de Rusia cuyo nombre se debe a que allí habitó el escritor Vladímir Nabókov.

## Historia
Vladímir Nabókov nació el 10 de abril de 1899 (22, según el calendario Gregoriano) en la casa n.º 47 en la calle Bolsháya Morskáya de San Petersburgo. 18 años después, el 2 (15) de noviembre de 1917 y una semana después de la revolución bolchevique, Vladímir tuvo que abandonarla para no volver nunca más.
Después de la revolución bolchevique la casa de los Nabókov fue nacionalizada y solo setenta años después, gracias a la ayuda del entonces alcalde de San Petersburgo Anatoli Sobchak, el nombre de sus célebres propietarios restableció su vínculo con el magnífico edificio en la calle Bolsháya Morskáya. En 1998, en la antigua mansión de los Nabókov abrió sus puertas el museo del escritor. Actualmente sus dependencias ocupan la primera planta de la casa natal de Vladímir Nabókov. Es un edificio de estilo modernista situado a pocos metros de la Catedral de San Isaac, en el corazón de la antigua capital del Imperio Ruso.
A lo largo de su historia la casa de los Nabókov fue reformada en varias ocasiones. La última reforma se llevó a cabo a finales del siglo XIX, poco después de la boda de los padres del escritor.

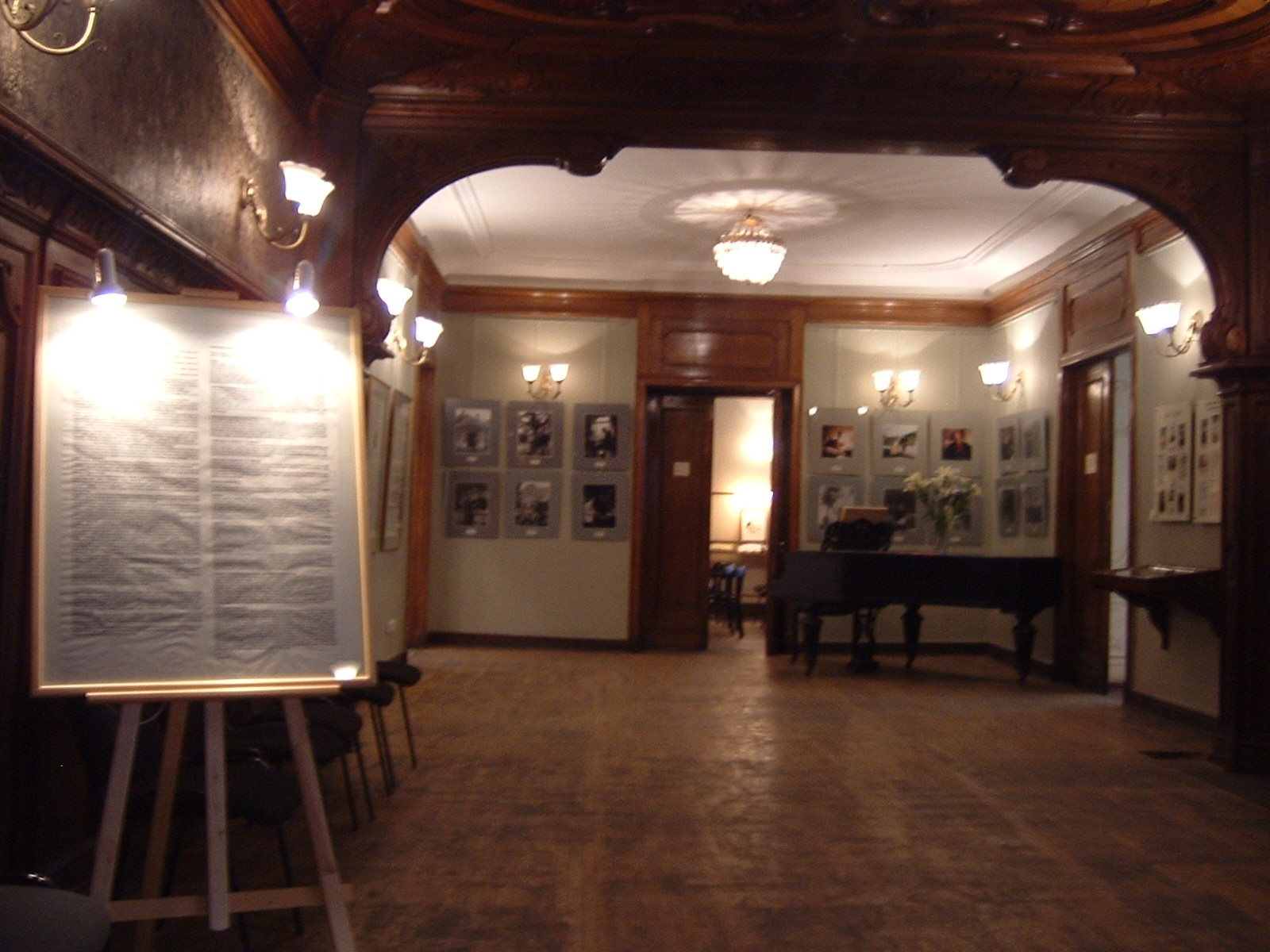
Interior del Museo de Nabókov.

Los techos y las paredes de la casa originalmente estaban revestidos de madera labrada en estilo modernista. Pero en la actualidad únicamente la primera y la segunda plantas del edificio conservan estancias con su antigua decoración.
El museo ofrece a sus visitantes una valiosa exposición ubicada en el comedor, el recibidor y la biblioteca de la casa de los Nabókov. Otras dependencias acogen eventuales exposiciones de pintura y diferentes programas académicos. Entre estos últimos cabe nombrar los anuales Nabokov Readings y la escuela estival para los estudiosos de Nabókov.
Desde 2008, el museo pasó a formar parte de la Facultad de Filología y Artes de la Universidad Estatal de San Petersburgo.